# Саранчовые
Саранчовые (лат. Acridoidea) — крупнейшее надсемейство насекомых отряда прямокрылых (Orthoptera), объединяющее около 10 тысяч видов. В фауне бывшего пространства СССР известно обитание почти 500 видов, в европейской части России — около 130 видов. 

## Отличительные особенности
У саранчовых усики весьма короткие — не больше половины длины тела, количество их члеников доходит до 28. У самок короткий яйцеклад, который у них, в отличие от некоторых других видов насекомых, всегда присутствует. Задние ноги трёхчлениковые. Кроме этого у саранчовых специфически устроены звуковой аппарат и органы слуха.

## Стрекотание
Как и большинство прямокрылых, саранчовые — известные «музыканты».
Звуковой аппарат находится на бёдрах задних ног и на надкрыльях. На внутренней поверхности бедра расположен ряд бугорков или головчатых шишечек, а на надкрылье утолщена одна из жилок. При движениях бедром бугорки цепляются за эту жилку и производят стрекочущие звуки. У некоторых видов (например, у трескучей огнёвки) бугорки находятся на передней жилке крыла. Такие насекомые способны издавать на лету другие звуки, похожие на звук трещотки. Расстояние и расположение бугорков тоже различаются от вида к виду.
Также у одного вида может быть несколько «песен». Например, у короткокрылого конька насчитывают 4 песни: основную, песню соперника, призывную и копуляционную.

## Жизненные формы
- Фитофилы — живущие на растениях.
  - Хортобионты живут в траве. Для них характерно удлинённое тело, иногда настолько, что оно доходит до палочковидной формы (например, у палочковидной кобылки, живущей в Южной Америке). Само тело гладкое, цветом напоминает свежую или засохшую траву.
    - Настоящие хортобионты питаются злаками. Лоб зачастую скошен.
    - Травоядные хортобионты питаются травянистыми растениями. Лоб прямой, для пережёвывания листьев специфически устроена нижняя челюсть.

  - Тамнобионты живут на деревьях и кустарниках. Шипы на внутренней стороне голеней задних ноги длиннее наружных. На лапках расположены развитые присоски.
- Геофилы — живущие на открытых участках почвы.
  - Открытые геофилы обычно живут в пустынях и полупустынях. Для них характерно утолщённое тело, присоски слабо развиты или отсутствуют. Покровы тела плотные, окрашенные в защитные цвета.
  - Скрытоживущие геофилы (герпетобионты) живут на почве с разреженным растительным покровом, опавшей листвой и т. п. Зачастую весьма влаголюбивы. Тело веретенообразное.

## Размножение
Как и у большинства прямокрылых, у саранчовых сперматофорное осеменение. Сперматофоры бывают двух видов: 1) пузыревидный резервуар с длинной выводной трубчатой частью; 2) округлый баллон. Спаривание может продолжаться до 20 часов.
Самки большей части видов откладывают яйца в верхний слой почвы, погружая брюшко в землю и выпуская из яйцеклада пенистую жидкость, содержащую яйца. Застывая, эта жидкость как бы цементирует почву, формируя кубышку, в которой находятся яйца.

## Развитие
Сразу начинающееся развитие зародыша приостанавливается при приближении холодов и возобновляется весной, то есть имеет место эмбриональная диапауза. Личинка вылупляется после прогревания почвы. Она снабжена специальным кратковременным органом — пульсирующим пузырём, с помощью которого выбирается на поверхность. Сперва личинка молочно-белая, а через 2—3 часа темнеет и становится похожей на взрослую особь, только меньшего размера, без крыльев и с малым (не более 13) количеством члеников усиков.
Стадия личинки занимает 30—40 дней, что определяется конкретным видом насекомого и климатом. За этот период происходит 4—5 линек, после каждой из которых увеличиваются количество члеников усиков и размеры тела и крыловых зачатков.

## Взаимоотношения с человеком
Многие саранчовые являются сельскохозяйственными вредителями, в то же время целый ряд африканских и азиатских народов употребляют саранчовых в пищу. Естественно, что человек издавна интересуется этими насекомыми. Изображения саранчи присутствуют на древнеегипетских фресках и папирусах, датируемых 3000 лет до нашей эры. Также сохранились описания бедствий, причинённых саранчой, выполненные в 1490—904 годах до н. э.
В 1928 году в Лондоне был создан Противосаранчовый центр, главой которого долгое время был Борис Уваров.